# Deschutes County
Deschutes County är ett administrativt område i delstaten Oregon i USA. År 2010 hade countyt 157 733 invånare. Den administrativa huvudorten (county seat) är Bend.  
Newberry National Volcanic Monument och Newberry Caldera ligger i countyt. 

## Geografi
Enligt United States Census Bureau så har countyt en total area på 7 912 km². 7 816 km² av den arean är land och 96 km² är vatten. 

### Angränsande countyn
- Jefferson County - nord
- Crook County - öst
- Harney County sydöst
- Klamath County - syd
- Lake County - syd
- Lane County - väst
- Linn County - nordväst